# Techelwitz
Techelwitz ist ein Ortsteil von Gremersdorf im Kreis Ostholstein in Schleswig-Holstein mit etwa 80 Einwohnern.

## Geografie
Techelwitz liegt etwa fünf Kilometer nordöstlich von Oldenburg in Holstein an der Kreisstraße 41 von Oldenburg in Holstein nach Heiligenhafen. 
Die Ostsee mit dem Strand in Blankeck, Neuteschendorf liegt etwa drei Kilometer in nördlicher Richtung.

## Geschichte
Die Etymologie des Namens ist unklar vermutlich ist er altpolabischen Ursprunges. Erstmals schriftlich erwähnt wird Techelwitz als Techelwitzendorp am 16. Mai 1286, als es von Graf 
Gerhard von Holstein an das Domkapitel zu Lübeck zum Behuff gewisser vikarien verkauft wird. 
13. Dezember 1292 wird Techelwitz als Thecgelvicendorp erwähnt als die Lübeckischen Bürger Johannes Goldoge, Volmar von Attendorn, Alexander Krek und Gerhard von Dagen zehn Hufen im Dorf an Tossemar Drake geben. Am 29. Mai 1450 wird Techelwitz als Techeluisse erwähnt als Bischof Arnold von Lübeck die Vikarie an einen anderen Altar verlegt.
Seit 1. April 1937 ist Techelwitz Teil der Gemeinde Gremersdorf.

## Hortfund von Techelwitz
Der Hortfund aus der vorrömischen Eisenzeit besteht aus einem Griffangelschwert, zwei Lanzenspitzen vom Typ Vattholma, einem Meißel, vier Knopfsicheln und 
zwei zerbrochenen Armspiralen mit D-förmigen Querschnitt.
Er wurde in einer Kiesgrube ⊙ der Witwe Storm 1886 gefunden.
Die Bushaltestelle Techelwitz wird an Schultagen von zwei Linien der Autokraft angefahren.